# فاروق هادژیبگیچ
فاروق هادژیبگیچ (بوسنیایی: Faruk Hadžibegić؛ زادهٔ ۷ اکتبر ۱۹۵۷) یک بازیکن و مربی فوتبال اهل یوگسلاوی - بوسنی است.
از باشگاه‌هایی که در آن بازی کرده‌است می‌توان به سوشو ، باشگاه فوتبال سارایوو، تولوز، رئال بتیس اشاره کرد. وی سابقه ۶۱ بازی برای تیم ملی فوتبال یوگسلاوی در کارنامه دارد.